# Луні (Псковський район)
Луні (рос. Луни) — присілок в Псковському районі Псковської області Російської Федерації.
Населення становить 14 осіб. Входить до складу муніципального утворення Ядровська волость.

## Історія
Від 2015 року входить до складу муніципального утворення Ядровська волость.

## Населення
| 2001 | 2002 | 2010 |
| ---- | ---- | ---- |
| 12   | ↘8   | ↗14  |